# Militaire onderscheiding

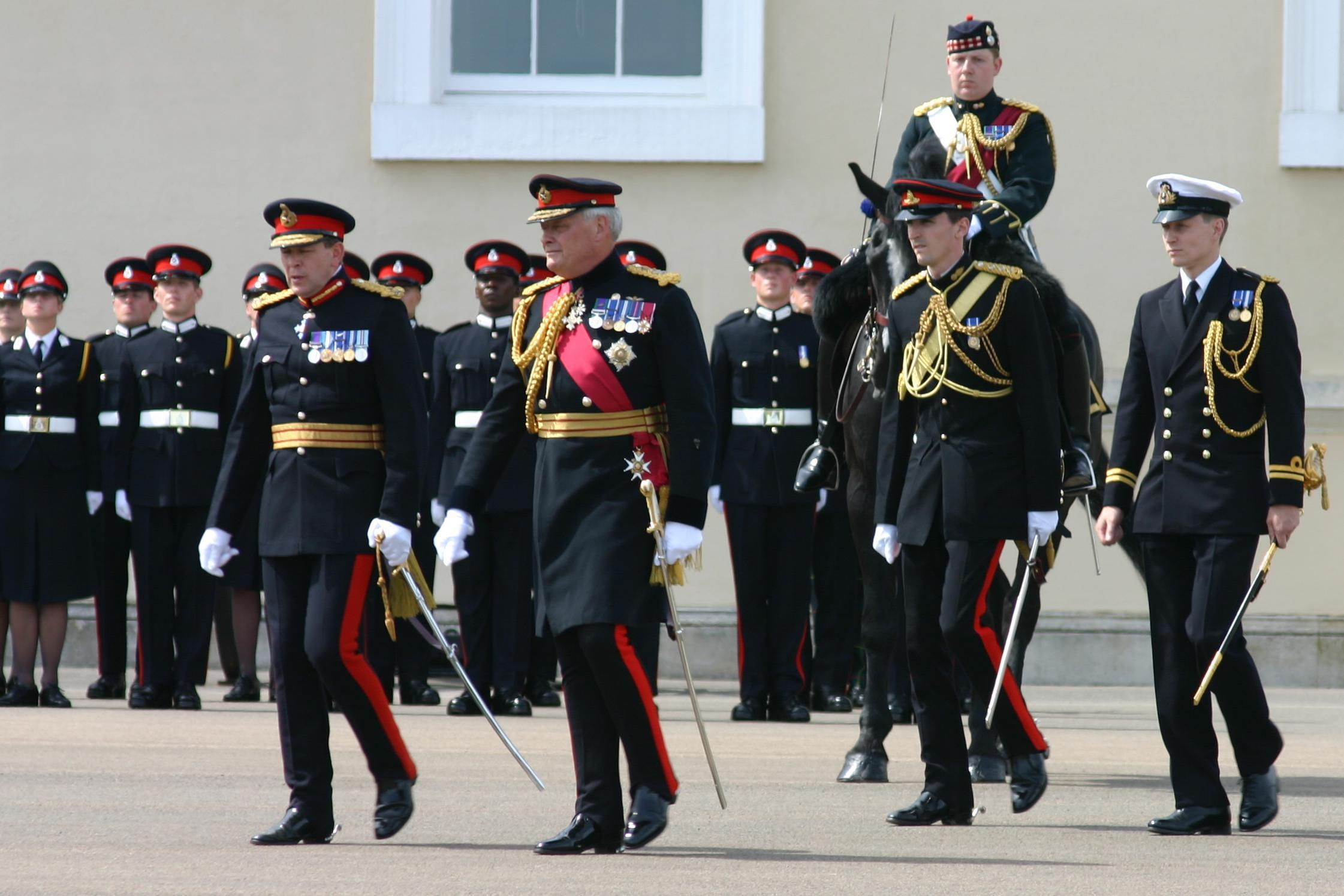
Onderscheiding gedragen in de Britse Krijgsmacht

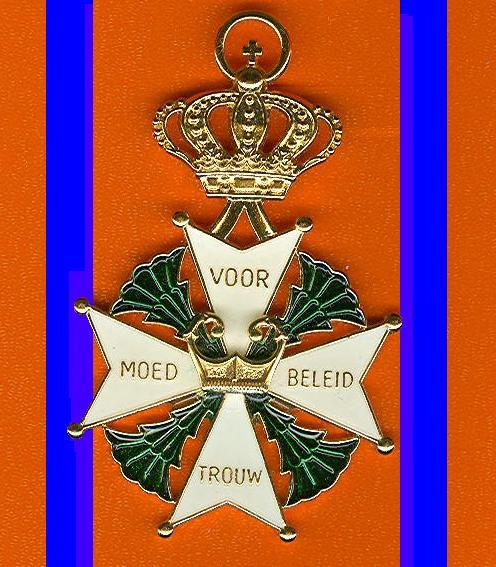
Het kruis van een ridder IIIe klasse of officier in de Militaire Willems-Orde. 19e-eeuws model. Particuliere verzameling Groningen.

Een militaire onderscheiding is (doorgaans) een medaille die wordt toegekend aan een militair voor goed of bijzonder gedrag.
Sommige onderscheidingen worden toegekend omdat iemand een bepaalde tijd in dienst is, sommige omdat iemand aan een bepaalde veldtocht of vredesoperatie heeft deelgenomen; maar de hoogste onderscheidingen worden toegekend voor moed in oorlogstijd.
De hoogste Nederlandse militaire onderscheiding is de Militaire Willems-Orde (MWO). De Orde van Oranje-Nassau wordt ook "met de zwaarden" uitgereikt.
Hoogste onderscheidingen van andere landen zijn:
- Verenigde Staten: Medal of Honor
- Verenigd Koninkrijk en Brits Gemenebest: Victoria Cross
- Frankrijk: Legioen van Eer (niet alleen militair)
- India: Param Vir Chakra
- Pakistan: Nishan-e-Haider
- Polen: Virtuti Militari
- Rusland: Held van de Russische Federatie

De volgende onderscheidingen zijn van niet-langer bestaande landen:
- Pour le Mérite (Koninkrijk Pruisen, Duitse Keizerrijk)
- Ridderkruis van het IJzeren Kruis (Koninkrijk Pruisen, Duitse Keizerrijk, Nazi Duitsland)
- Held van de Sovjet-Unie (Sovjet-Unie)